# Saki Hiwatari
Saki Hiwatari (Prefettura di Kanagawa, 5 luglio 1961) è una fumettista giapponese, nota per aver realizzato la serie Proteggi la mia terra.

## Biografia
Saki Hiwatari nasce il 5 luglio 1961 presso la Prefettura di Kanagawa. Il debutto a livello professionale nel mondo del fumetto avviene nel 1981, a soli 19 anni d'età, con il racconto breve Mahōtsukai wa shitteiru (魔法使いは知っている?), che viene pubblicato pubblica sulla rivista Hana to yume nel 1982 e ottiene il secondo posto nella sesta edizione del Gran premio Hakusensha Athena per debuttanti (白泉社アテナ新人大賞?, Hakusensha Atena shinjin taishō). Nel corso degli anni Ottanta l'autrice presenta il volume singolo Hoshi wa, Subaru e le serie di racconti brevi Akuma-kun e Kioku senmei. Nel 1987 inizia la serializzazione della sua opera di maggior successo, Proteggi la mia terra. La serie prosegue per 21 volumi tankōbon fino al 1994 vendendo oltre 15 milioni di copie, il che la rende una delle serie shōjo di maggior successo di sempre. Nel 1993 viene anche adattata in una serie di sei OAV.
Dopo Mirai no utena, Uchū na bokura! e Global Garden, pubblicate nel decennio 1994-2005, la Hiwatari torna a Proteggi la mia terra con due seguiti: La luce della luna, pubblicato dal 2003 al 2015 e raccolto in 15 volumi tankōbon, e Boku wa chikyū to utau, iniziato nel 2015 e tutt'ora in corso di pubblicazione.
Le opere della Hiwatari, pur essendo ascrivibili al canone del target shōjo, si spingono spesso sui territori della fantascienza e affrontano tematiche complesse quali l'ambientalismo e la reincarnazione.

## Opere
- 1982-1985 - Hoshi wa, subaru (星は、すばる。?); 1 volume
- 1982-1986 - Serie Akuma-kun (アクマくん?); 7 volumi
- 1984-1999 - Serie Kioku senmei (記憶鮮明?); 2 volumi
- 1987-1994 - Proteggi la mia terra; 21 volumi
- 1994-1999 - Mirai no utena (未来のうてな?); 11 volumi
- 1999-2001 - Uchū na bokura! (宇宙なボクら！?); 4 volumi
- 2001-2005 - Global Garden (GLOBAL GARDEN?); 8 volumi
- 2003-2015 - La luce della luna – Proteggi la mia terra II (ボクを包む月の光?); 15 volumi
- 2015-in corso - Boku wa chikyū to utau (ぼくは地球と歌う?); 3 volumi